# 布雷肯里奇 (明尼苏达州)
布雷肯里奇（英語：Breckenridge）是一個位於美國明尼蘇達州威爾金縣的都市。根據2010年美國人口普查，該地共人口4,605人，而該地的面積約為6.37平方千米。同時該地也是威爾金縣的縣治。

## 地理
布雷肯里奇的座標為46°16′00″N 96°35′00″W / 46.26667°N 96.58333°W，而該地的平均海拔高度為293米（即961英尺）。